# Charlotte Dujardin
Charlotte Dujardin (Enfield, 13 juli 1985) is een Britse ruiter, die gespecialiseerd is in dressuur. Ze nam driemaal deel aan de Olympische Spelen en won bij die gelegenheid drie gouden medailles.
Dujardin begon op 2-jarige leeftijd met paardrijden en op 13-jarige leeftijd met dressuur. In 2011 won ze een gouden medaille met haar team. In 2012 won ze een zilveren medaille bij de World Cup Western European League. Op de Olympische Zomerspelen 2012 in Londen won ze zowel individueel goud als met haar team. Ze reed hierbij op haar in Nederland gefokte paard Valegro. Dujardin bezit het wereldrecord op de kür op muziek, met 93,975 procent. Tijdens de Olympische Zomerspelen 2016 in Rio de Janeiro prolongeerde ze haar individuele titel en won ze met het team een zilveren medaille.
Charlotte Dujardin is in 2024 officieel voor een jaar geschorst door de internationale paardensportbond (FEI) naar aanleiding van een video waarin te zien is dat ze een paard meer dan 20 keer slaat met een longeerzweep tijdens een training.

## Palmares

### Olympische Spelen
- 2012 - Londen: Winnaar Grand Prix (83,663%), winnaar Grand Prix Special (83,286%), winnaar gouden teammedaille, winnaar Kür op Muziek (90,089%), winnaar Olympisch individueel goud
- 2016 - Rio de Janeiro: Winnaar Grand Prix (85,071%), winnaar bronzen teammedaille, winnaar Kür op Muziek (93,857%), winnaar Olympisch individueel goud
- 2020 - Tokio: 4e Grand Prix (80,963%), tweede Grand Prix Special (82,983%), winnaar zilveren teammedaille, 3e Kür op Muziek (88,543%), winnaar Olympisch individueel brons
- 2024 - Parijs: In 2024 werd ze voor een jaar geschorst door de internationale paardensportbond (FEI) naar aanleiding van een video waarin te zien is dat ze een paard meer dan 20 keer slaat met een longeerzweep tijdens een training.[1] Ze miste hierdoor de Olympische Zomerspelen van 2024[2]

### Wereldruiterspelen
- 2014 - Normandië: Wereldkampioen Grand Prix Special (86,120%), wereldkampioen Kür op Muziek (92,161%), winnaar zilver teammedaille
- 2018 - Tryon: Bronzen medaille Grand Prix Special (81,489%), winnaar bronzen teammedaille

### Europese kampioenschappen
- 2011 - Rotterdam: Teamgoud Grand Prix (78.83%), 7e Grand Prix Special (76.53%), 9e Kür op Muziek (79.36%)

### Internationaal
- 2012 - CDI3* Hartpury: Winnaar Grand Prix (81.660%), winnaar Kür op Muziek (90.650%)
- 2012 - CDI4* Hagen: Winnaar Grand Prix (81.426%), winnaar Grand Prix Special (88.022% Wereldrecord) met Valegro
- 2012 - CDI4* Wellington: 2e Grand Prix (78.47%), 2e Kür op Muziek (83.65%) met Valegro
- 2011 - CDI-W Londen: Winnaar Grand Prix (81.04%), 2e Kür op Muziek (83.70%) met Valegro
- 2011 - CDI5* Hickstead: 3e Grand Prix (78.26%), winnaar Grand Prix Special (76.60%) met Valegro
- 2011 - CDIO Aachen: 11e Grand Prix (71.38%), 11e Grand Prix Special (71.77%), 12e Kür op Muziek (73.50%) met Fernandez
- 2011 - CDI4* Fritzens: Winnaar Grand Prix (77.98%), 2e Grand Prix Special (76.29%) met Valegro
- 2011 - CDI3* Hagen: 7e Grand Prix (71.09%), 7e Grand Prix Special (71.15%) met Fernandez
- 2011 - CDIO3* Saumur: 2e Grand Prix (73.34%), winnaar Grand Prix Special (73.85%) met Valegro
- 2011 - CDI3* Addington: 2e Grand Prix (71.89%), 2e Kür op Muziek (74.63%) met Fernandez
- 2011 - CDI3* Vidauban: Winnaar Grand Prix (74.77%), winnaar Grand Prix Special (73.40%) met Valegro
- 2011 - CDI3* Vidauban: Winnaar Grand Prix (73.72%), winnaar Grand Prix Special (74.67%) met Valegro

### Internationaal (Young Riders)
- 2006 - CDI-Y Hickstead: 5e Individuele Proef (64.50%), 2e Kür op Muziek (67.85%) met Wow Voyager
- 2006 - CDI-Y Le Touquet: 10e Landenproef (65.02%), 12e Individuele Proef (65.95%), 6e Kür op Muziek (68.45%) met Wow Voyager
- 2005 - CDI-Y Hickstead: 4e Landenproef (66.67%), 5e Individuele Proef (64.67%), 2e Kür op Muziek (70.13%) met Wow Voyager
- 2005 - CDI-Y Roosendaal: 25e Landenproef (62.74%), 28e Individuele Proef (62.08%), 19e Troostfinale (58.89%) met Wow Voyager
- 2005 - CDI-Y Roosendaal: 37e Landenproef (58.59%), 36e Individuele Proef (58.67%), 21e Troostfinale (58.06%) met Lucaro
- 2004 - CDI-Y Helden: 20e Landenproef (62.80%), 24e Individuele Proef (61.65%), 3e Troostfinale (63.24%) met Wow Voyager
- 2004 - CDI-Y Addington: 18e Landenproef (61.60%), 18e Individuele Proef (59.95%) met Wow Voyager